# Gumokolové metro

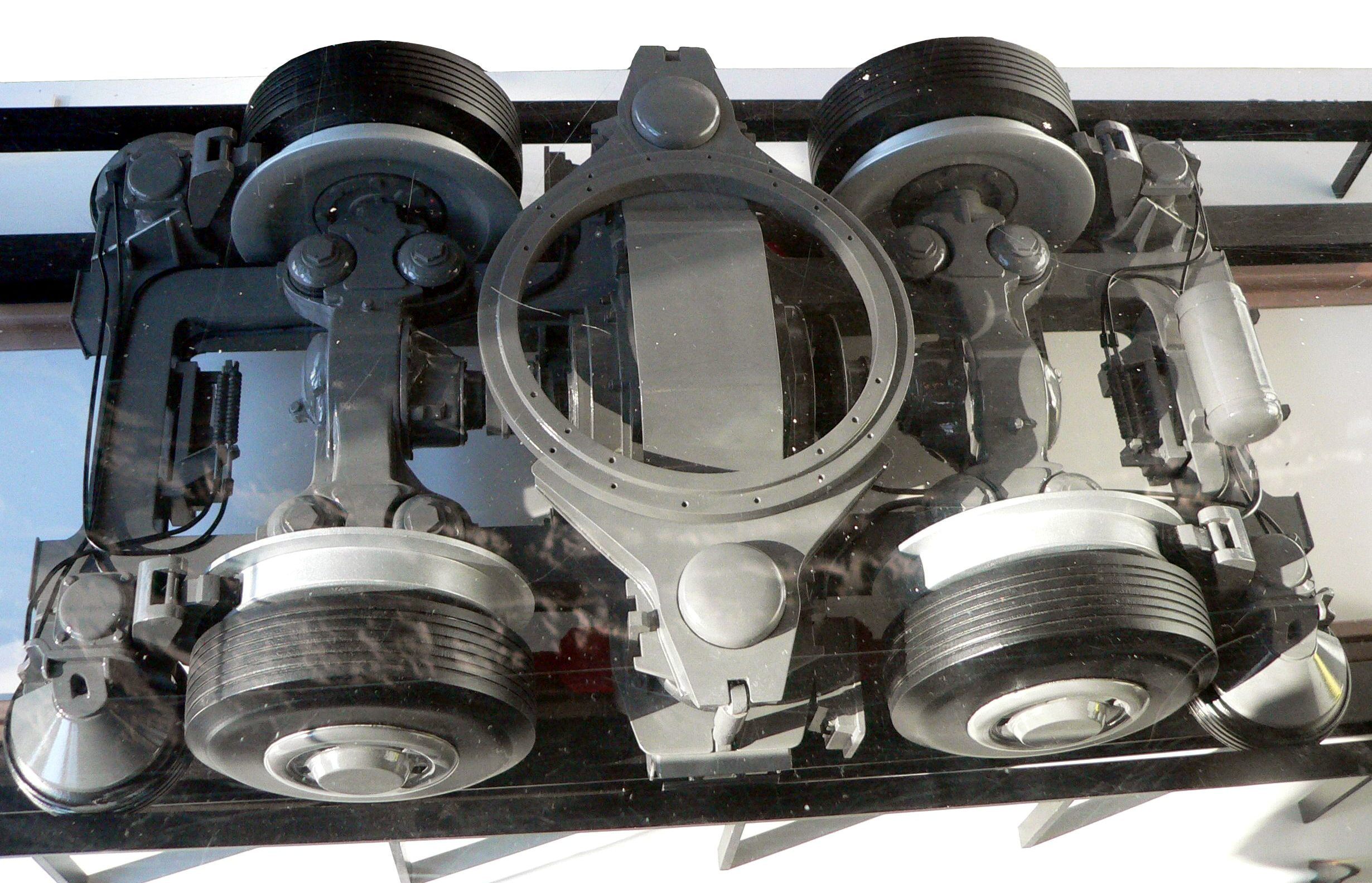
Maketa gumokolového podvozku pro metro v Lausanne

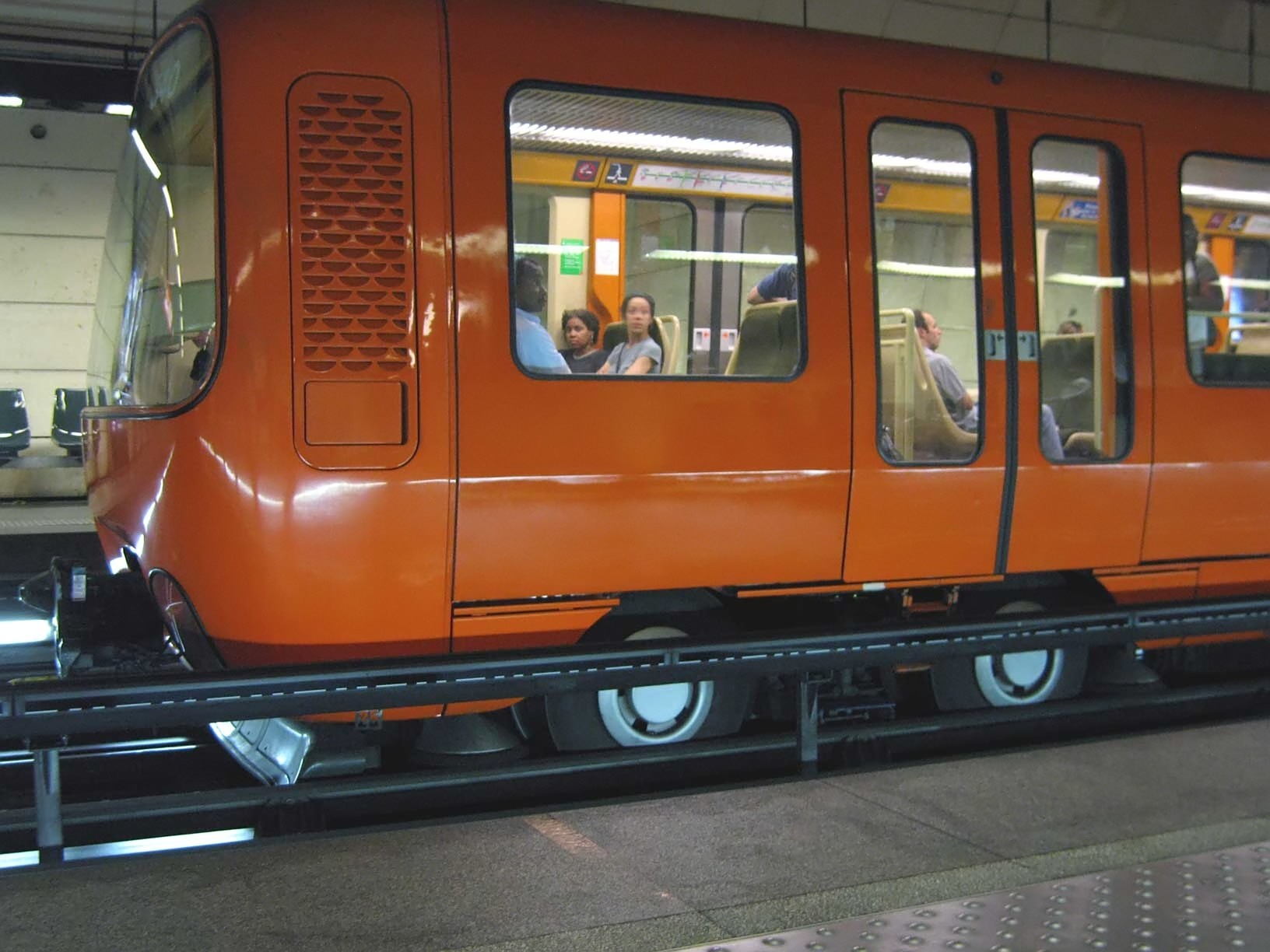
Technologie Michelin, vozy MPL-85 v Lyonu

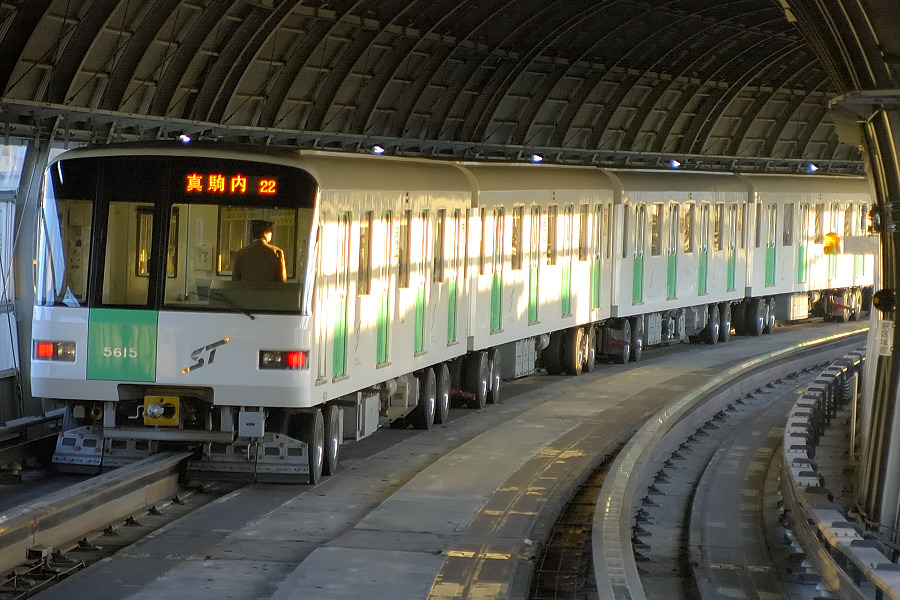
Gumokolové metro technologie Kawasaki v Sapporu, se středovou vodicí kolejí

Gumokolové metro (metro na pneumatikách nebo na kolech s plnou gumovou obručí) je koncepce městské podzemní dráhy, kdy vlaky jsou sice vedeny po pevné dráze (v tom si systém zachovává rysy drážní dopravy), ale pohybují se na pogumovaných kolech či pneumatikách. Tento princip se začal prosazovat ve francouzských městech (Lyon, Marseille, Paříž) v 70. letech 20. století.[zdroj?] Podobné systémy, byť ne vždy založené v podzemí, se později začaly objevovat i ve Spojených státech amerických.
Podobné skloubení výhod kolejové a silniční dopravy přinášejí i systémy metrobusů. V některých z nich se používají speciální autobusové dráhy, z nichž některé se více či méně podobají metru – rozdíl je zejména v tom, že jejich vozidla mohou přejíždět i na běžné silnice.

## Hodnocení
Hlavní výhodou metra provozovaného na pneumatikách i plných gumových obručích je při rozjezdu i brzdění podstatně lepší adheze kol po podložce než u klasického železničního dvojkolí, kde se odvaluje ocelové kolo po ocelové kolejnici. To umožňuje budovat tunely s většími sklony. Jako každé vozidlo opatřené pneumatikou má vyšší valivý odpor a tedy spotřebu energie než klasické kolejové; v případě plných gumových obručí je však rozdíl oproti kovovým kolům menší. Riziko poškození kola nebo vykolení je závislé na konkrétním technickém řešení: kov se může lámat, guma může utrpět poškození kvůli nižší tvrdosti atd.

## Tratě a sítě metra
| Stát                   | Město                    | Systém (článek)                            | Technologie                                                         |
| ---------------------- | ------------------------ | ------------------------------------------ | ------------------------------------------------------------------- |
| Francie                | Laon                     | Poma 2000                                  | lanová tramvaj                                                      |
| Francie                | Lille                    | Metro v Lille                              | VAL 206, 208                                                        |
| Francie                | Lyon                     | Metro v Lyonu (linky A, B a D)             | Michelin                                                            |
| Francie                | Marseille                | Metro v Marseille                          | Michelin                                                            |
| Francie                | Paříž                    | Metro v Paříži (linky 1, 4, 6, 11 a 14)    | Michelin                                                            |
| Francie                | Orly u Paříže            | trať Orlyval na letiště Orly               | VAL 206                                                             |
| Francie                | Paříž                    | trať, CDGVAL na letiště Charlese de Gaulla | VAL 208                                                             |
| Francie                | Rennes                   | Metro v Rennes                             | VAL 208                                                             |
| Francie                | Toulouse                 | Metro v Toulouse                           | VAL 206, 208                                                        |
| Itálie                 | Turín                    | Metro v Turíně                             | VAL 208                                                             |
| Švýcarsko              | Lausanne                 | Metro v Lausanne, linka m² (2008)          | Michelin                                                            |
| Kanada                 | Montreal                 | Metro v Montréalu                          | Michelin                                                            |
| Spojené státy americké | Chicago, letiště O'Hare) | Airport Transit System                     | VAL 256                                                             |
| Mexiko                 | Ciudad de México         | Metro v Ciudad de México                   | Michelin                                                            |
| Chile                  | Santiago de Chile        | Metro v Santiagu de Chile (linky 1, 2 a 5) | Michelin                                                            |
| Japonsko               | Kóbe                     | Metro v Kóbe                               |                                                                     |
| Japonsko               | Kóbe                     | Port Island Line                           | Kawasaki                                                            |
| Japonsko               | Hirošima                 | Metro v Hirošimě                           |                                                                     |
| Japonsko               | Hirošima                 | Astram Line                                | Kawasaki / Mitsubishi / Niigata Transys                             |
| Japonsko               | Sapporo                  | Metro v Sapporu                            | Kawasaki                                                            |
| Japonsko               | Tokio                    | Metro v Tokiu                              | Mitsubishi / Niigata Transys / Nippon Sharyo / Tokyu                |
| Japonsko               | Tokio                    | Nippori-Toneri Liner                       |                                                                     |
| Singapur               |                          | Metro v Singapuru                          | Bombardier CX-100 / Mitsubishi                                      |
| Tchaj-wan              | Tchaj-pej, Tchaj-wan     | Metro v Tchaj-peji (linka Muzha)           | VAL 256 (v roce 2009 bude nahrazen systémem Bombardier CITYFLO 650) |

### Ve výstavbě
| Stát      | Město                | Systém                                          |
| --------- | -------------------- | ----------------------------------------------- |
| Tchaj-wan | Tchaj-pej, Tchaj-wan | Taipei Rapid Transit System (linka Neihu, 2009) |

### Plánované
| Stát        | Město     | Poznámka                   |
| ----------- | --------- | -------------------------- |
| Hongkong    | Hongkong  | MTR South Island Line      |
| Jižní Korea | Uijeongbu | jedna linka (2011)         |
| Macau       |           | Macau Light Transit System |
| Turecko     | Istanbul  | tři linky                  |
| Turecko     | Ankara    | jedna linka                |